# Реч (Куявсько-Поморське воєводство)
Реч (пол. Recz) — село в Польщі, у гміні Роґово Жнінського повіту Куявсько-Поморського воєводства.
Населення — 98 осіб (2011).
У 1975-1998 роках село належало до Бидгощського воєводства.

## Демографія
Демографічна структура станом на 31 березня 2011 року:
|          | Загалом | Допрацездатний вік | Працездатний вік | Постпрацездатний вік |
| -------- | ------- | ------------------ | ---------------- | -------------------- |
| Чоловіки | 45      | 6                  | 34               | 5                    |
| Жінки    | 53      | 8                  | 29               | 16                   |
| Разом    | 98      | 14                 | 63               | 21                   |